# Лорена Веласкес
Лорена Веласкес (ісп. Lorena Velázquez, при народженні Марія Консерсьйон Вільяр Донде, ісп. María Concepción Villar Dondé; 15 грудня 1937, Мехіко — 11 квітня 2024, там само) — мексиканська акторка театру, кіно та телебачення.

## Життєпис
Народилася 15 грудня 1937 року в Мехіко в родині Едуардо Вільяра Андраде та Ельди Донде. Її молодша сестра Тереза Веласкес (1942—1998) також стала акторкою. (Після розлучення їхня мати вийшла заміж за актора Віктора Веласкеса, колишнього чоловіка Кеті Хурадо, тож розпочавши акторську кар'єру обидві сестри взяли прізвище вітчима). Вивчала акторську майстерність в Інституті витончених мистецтв і літератури. Її кінодебют відбувся 1956 року, а вже наступного року вона зіграла свою першу головну роль.
1958 року посіла друге місце в конкурсі краси Міс Мексика. 1960 року виборола перемогу у цьому конкурсі, але через щільний акторський графік змушена була відмовитися від участі в конкурсі Міс Всесвіт. 
Її повна фільмографія налічує понад 120 робіт в кіно та на телебаченні. 2010 року отримала спеціальний приз за кар'єрні досягнення на Міжнародному кінофестивалі в Акапулько (FICA). У 2014 році повернулася на театральну сцену в мюзиклі «Мейм» з Ітаті Кантораль.
Акторка двічі була у шлюбі — з Робертом Тейлором Моррісом та Едуардо Новоа. Її син Едуардо Новоа Вільяр, актор, режисер та музикант, участник рок-гурту Los amantes de Lola.
Лорена Веласкес померла 11 квітня 2024 року в себе вдома у Мехіко в 86-річному віці.

## Вибрана фільмографія
| Рік       |   | Українська назва                  | Оригінальна назва                 | Роль                      |
| --------- | - | --------------------------------- | --------------------------------- | ------------------------- |
| 1959      | ф | Життя Агустіна Лари               | La vida de Agustín Lara           | Марія Іслас               |
| 1959      | ф | Пума                              | La puma                           | Маргарита                 |
| 1960      | ф | Корабель чудовиськ                | La nave de los monstruos          | Бета                      |
| 1960      | ф | Тигри пустелі                     | Los tigros del desierto           | Івонн                     |
| 1961      | ф | Молодий і непокірний              | Jovenes y rebeldes                | Бетті                     |
| 1962      | ф | Санто проти жінок-вампірів        | Santo contra las mujeres vampiro  | Зоріна, королева вампірів |
| 1962      | ф | Санто проти зомбі                 | Santo contra los zombies          | Глорія Сандоваль          |
| 1969      | с | Щоденник добропорядної сеньйорити | El diario de una señorita decente | Клотильда                 |
| 1970      | ф | Монах Дон Хуан                    | Fray Don Juan                     | Клаудія                   |
| 1971      | ф | Каїн, Авель та інші               | Cain, Abel y el otro              | Сара Романо               |
| 1973      | ф | Місія самогубців                  | Misión suicida                    | Лінда                     |
| 1974      | ф | Скарб Моргана                     | El tesoro de Morgan               | Далія                     |
| 1985      | ф | Любовна лихоманка                 | Fiebre de amor                    | у ролі самої себе         |
| 1988—1989 | с | Солодке бажання                   | Dulce desafio                     | Аїда Бальбоа              |
| 1997—1998 | с | Пустунка                          | Mi pequeña traviesa               | Каталіна                  |
| 1998—1999 | с | Привілей кохати                   | El privilegio de amar             | Ребекка де ла Коліна      |
| 2001—2004 | с | Жінка, випадки з реального життя  | Mujer, casos de la vida real      | різні персонажі           |
| 2001      | с | Подруги і суперниці               | Amigas y rivales                  | Ітсель де ла Коліна       |
| 2004      | с | Рубі                              | Rubí                              | Марі Чаваррія             |
| 2008—2012 | с | Роза Гвадалупе                    | La rosa Guadalupe                 | різні персонажі           |
| 2009      | с | Жінки-вбивці                      | Mujeres asesinas                  | Ана Марія Сомеєра         |
| 2010      | с | Дівчинка мого серця               | Niña de mi corazón                | Мерседес Рікельме         |
| 2011      | ф | Листи до Елени                    | Cartas a Elena                    | Реєс                      |
| 2011      | с | Як то кажуть                      | Como dice el dicho                | Діаніта                   |
| 2013—2014 | с | Які ж бідні багаті                | Qué pobres tan ricos              | Ісабель Ласкураїн         |
| 2014      | ф | Кохання мого кохання              | Amor de mis amores                | мати Ани                  |
| 2018      | ф | Диявол досвідченіший за старих    | Más sabe el diablo por viejo      | Анхеліка Агірре           |
| 2019      | с | Сільвія Піналь перед вами         | Silvia Pinal, frente a ti         | директорка коледжу        |
| 2020      | с | Мексиканка та блондин             | La mexicana y el guero            | Роуз Сомерс               |

## Нагороди
Срібна богиня
- 1987 — Найкраща акторка в епізоді (Любовна лихоманка).

ACE Awards
- 2012 — Найкраща акторка другого плану (Листи до Елени).

Міжнародний кінофестиваль в Акапулько (FICA)
- 2010 — Спеціальний приз за кар'єрні досягнення.